# 古書体学
古書体学（こしょたいがく、英語：palaeography）とは、古文書の文字の形状（書体）などを研究対象とする学問領域。なお、欧米には日本語でいう「古文書学」に正確に対応する学問概念がなく、欧米では「文書形式学」や「古書体学」として細分化して認識されている。

## 研究対象
古書体学の研究対象は、文書に用いられている文字の運筆（ductus）などで、字体や字形を識別することで、その文書が作成された特定の時代と地域に関連づける。また、紙や羊皮紙など文書に使用されている媒体、筆記具やインクなどの記録材料、判型、文書における印章のレイアウトなども研究対象としている。